# Лампово (платформа)
Ла́мпово — остановочный пункт в Гатчинском районе Ленинградской области на перегоне Сиверская — Строганово Лужского направления Октябрьской железной дороги. Расположен в одном километре к западу от деревни Лампово. К западу от платформы расположен крупный садоводческий массив.
На платформе останавливаются все проходящие через неё пригородные электропоезда. С 2025 года некоторые поезда повышенной комфортности Ласточка стали делать остановку на платформе.
В 1971 году через будущий остановочный пункт прошла электрификация однопутного участка Сиверская — Луга-I.
В 1986 году в связи с увеличением количества пар электропоездов и пропускной способности был пристроен и электрифицирован второй главный путь от ст. Сиверская до ст. Луга-I. Примерно в то же время велось сооружение пассажирских платформ остановочного пункта.